# Urban Federer
Pour les articles homonymes, voir Federer (homonymie).
Urban Federer OSB, né le 17 août 1968 à Zurich, est un clerc régulier de l'ordre de Saint-Benoît, 59e Père Abbé (abbé mitré nullius dioecesis), de l'abbaye territoriale d'Einsiedeln en Suisse depuis 2013.

## Biographie
Urban Federer devient moine de l'ordre de Saint-Benoît en rejoignant l'abbaye d'Einsiedeln en 1988 après avoir obtenu sa maturité fédérale au sein de la même institution. Il suit une formation en théologie à Einsiedeln ainsi qu'à l'Université de Saint-Meinrad (en) aux États-Unis, à la suite de laquelle il est ordonné prêtre le 1er novembre 1992. Il poursuit avec des études de lettres à l'université de Fribourg.
Le Père-Abbé Martin Werlen le nomme prieur de l'abbaye en 2010 et trois ans plus tard il est élu 59e Père-Abbé. Le pape François confirme cette élection le 10 décembre 2013. Il reçoit la bénédiction abbatiale de Markus Büchel le 22 décembre 2013. Il choisit comme devise abbatiale un extrait du verset 9 du 16e chapitre de l'épître aux Romains : « Adiutor in Christo ».
Il présente un lien de parenté éloigné avec le joueur de tennis Roger Federer.